# 엘라스모사우루스
엘라스모사우루스(Elasmosaurus)는 중생대 백악기 후기 북아메리카에 서식했던 수장룡이다. 학명은 '판 도마뱀' 또는 '장갑 도마뱀'이라는 의미를 갖고 있다. 목길이만 8m에 달하며, 몸 전체 길이는 10~15m 정도이고, 체중은 3t 정도로 추정된다.

## 특징
목은 72~76개의 목뼈로 이루어져 있고, 신체의 측면까지 자유자재로 움직일 수 있었을 것으로 추정된다. 목이 몸의 반 이상을 차지하기도 하였으나 평소에는 긴 목을 s자 모양으로 구부리고 있었다가 먹이를 발견하면 목을 뻗어서 물고기와 오징어 같은 작은 바다 생물을 낚아채 먹었을 것으로 추측된다.